# Mihaela Cambei
Mihaela Valentina Cambei (Dofteana, 18 de noviembre de 2002) es una deportista rumana que compite en halterofilia.
Participó en los Juegos Olímpicos de París 2024, obteniendo una medalla de plata en la categoría de 49 kg. Ganó cuatro medallas en el Campeonato Europeo de Halterofilia entre los años 2021 y 2025.

## Palmarés internacional
| Juegos Olímpicos   | Juegos Olímpicos    | Juegos Olímpicos  | Juegos Olímpicos |
| Año                | Lugar               | Medalla           | Categoría        |
| ------------------ | ------------------- | ----------------- | ---------------- |
| 2024               | París (Francia)     | Medalla de plata  | 49 kg            |
| Campeonato Europeo |                     |                   |                  |
| Año                | Lugar               | Medalla           | Categoría        |
| 2021               | Moscú (Rusia)       | Medalla de bronce | 49 kg            |
| 2023               | Ereván (Armenia)    | Medalla de oro    | 49 kg            |
| 2024               | Sofía (Bulgaria)    | Medalla de oro    | 49 kg            |
| 2025               | Chisináu (Moldavia) | Medalla de oro    | 49 kg            |